# 나카쓰촌 (나가노현 기타사쿠군)
나카쓰촌(일본어: 中津村)은 일본 나가노현 기타사쿠군에 있던 촌이다. 현재의 사쿠시에 해당한다.

## 역사
- 1889년 4월 1일 - 정촌제 시행에 의해 2촌의 구역으로 성립하였다.
- 1955년 1월 15일 - 미나미미마키촌 , 고로베에신덴촌과 합병해, 아사시나촌이 성립하여, 동일 나카쓰촌은 폐지되었다.

## 참고문헌
- 角川日本地名大辞典 20 長野県